# Cele mai timpurii forme de viață

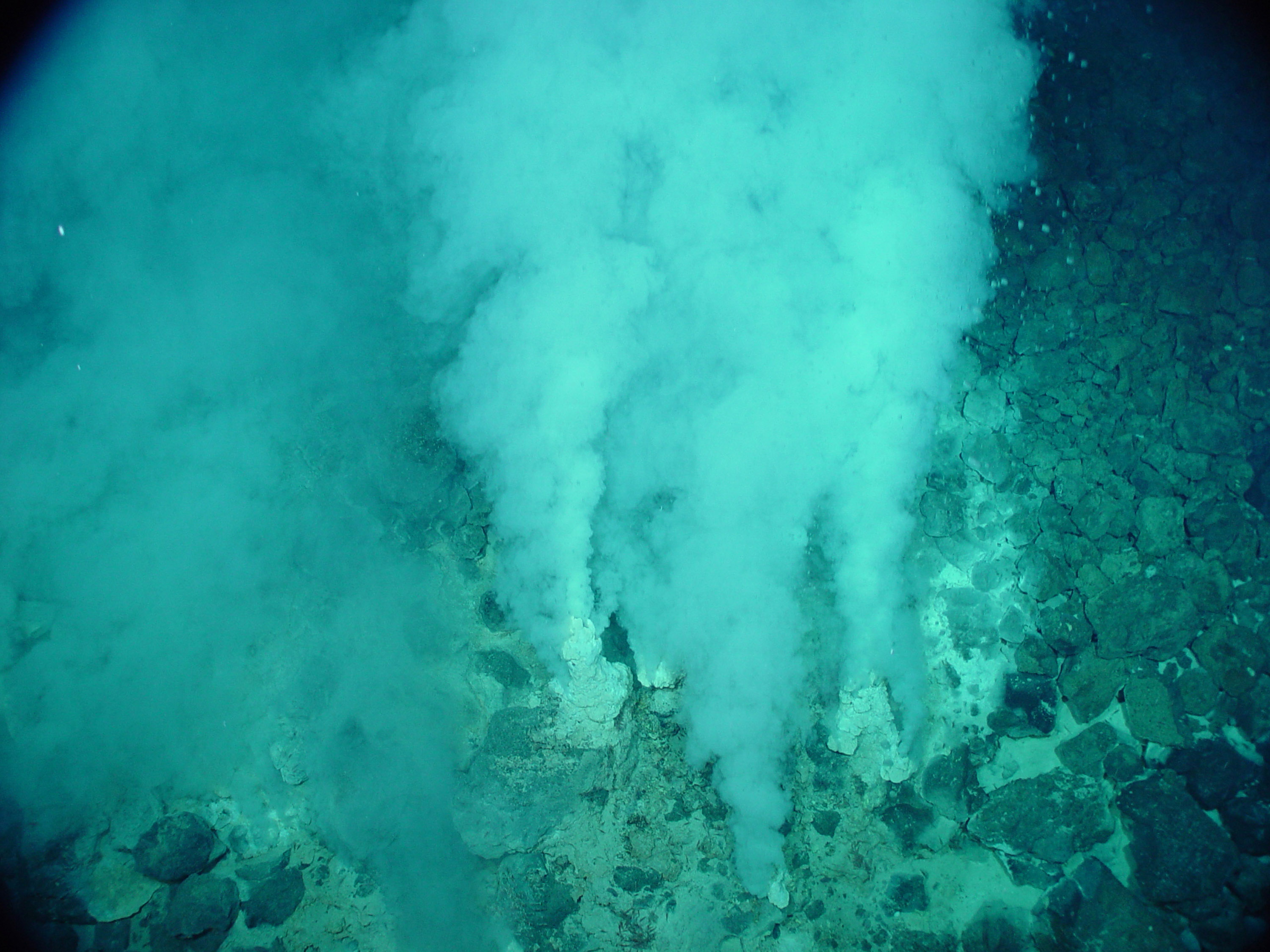
Dovezi ale posibilelor cele mai vechi forme de viață de pe Pământ au fost găsite în apropierea fisurilor hidrotermale.

Cele mai vechi forme de viață de pe Pământ sunt niște microorganisme fosilizate găsite în fisuri hidrotermale. Cea mai timpurie perioadă când primele forme de viață au apărut pe Pământ este încă un subiect de cercetare intensă. Au putut apărea mai devreme decât s-a crezut până acum, adică cu mai mult de 3.77 miliarde de ani în urmă, posibil și mai vechi de atât, cu 4.28 miliarde de ani în urmă, nu cu mult timp după ce oceanele planetare s-au format, adică cu 4.41 miliarde de ani în urmă și nu cu mult timp după ce Pământul s-a format cu aproximativ 4.54 miliarde de ani în urmă. Cele mai vechi dovezi directe ale existenței vieții pe Pământ sunt niște fosile ale unor microorganisme premineralizate într-o rocă din Australia, Pilbara Craton care datează de acum 3.465 miliarde de ani în urmă.

## Privire de ansamblu
O formă de viață este o entitate sau o ființă care este vie.
În prezent, Pământul rămâne singurul loc din universul observabil cunoscut să adăpostească forme de viață.

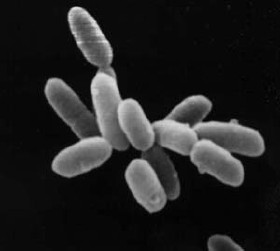
Archaea, microbi procarioți, au fost primii microbi găsiți supraviețuind în condiții extreme, cum ar fi în apropierea gheizerelor vulcanice.

Unele estimări cu privire la numărul de specii existente actual pe Pământ variază de la 10 milioane la 14 milioane , din care aproximativ 1,2 milioane au fost documentate și peste 86 la sută nu au fost încă descrise. Cu toate acestea, în Mai 2016 un raport științific estimează că pe Pământ există aproximativ 1 trilion de specii, dintre care doar o miime au fost documentate. Numărul total de perechi de baze ale ADN-ului (acid dezoxiribonucleic) care ajută la formarea lanțului ADN, este de 5.0 x 1037, cu o greutate de 50 miliarde de tone. În comparație, masa totală a biosferei a fost estimată a fi la fel de mult ca 4 miliarde de tone de carbon. În iulie 2016, oamenii de știință au raportat identificarea unui set de 355 de gene de la Ultimul Strămoș Comun (LUCA) a tuturor organismelor vii de pe Pământ.
Biosfera Pământului include solul, izvoare termale, rocă până la 19 km (12 mile ) sau mai adânc, în cele mai adânci părți ale oceanului și cel puțin 64 km (40 mile)  în atmosferă. În anumite condiții de testare, anumite forme de viață au fost observate a prospera în imediata vecinătate a spațiului, în imponderabilitatea și vidul din spațiu. . Forme de viață par să prospere în groapa marianelor, cel mai adânc loc din oceanele Pământului, ajungând la o adâncime de 11.034 metri (36.201 ft; 6,856 mi). Alți cercetători au raportat studii legate de forme de viață care prosperă în interiorul rocilor la peste 580 metri (1.900 ft; 0,36 mi) , sub fundul mării la peste 2.590 metri (8.500 ft; 1,61 mi) adâncime de pe coasta din nord-vestul Statelor Unite, precum și la 2.400 metri (7.900 ft; 1,5 mi) sub fundul mării, în Japonia. În August 2014, oamenii de știință au confirmat existența unor forme de viață care trăiesc la 800 metri (2.600 ft; 0,50 mi) sub gheața din Antarctica.
Potrivit unui cercetător, "puteți găsi microbi peste tot — sunt extrem de adaptabili la condiții, și pot supraviețui oriunde s-ar afla."

## Primele forme de viață
Dovezile fosile ajută la informarea studiilor cu privire la originea vieții. Vârsta Pământului este de aproximativ 4.54 miliarde de ani; cele mai vechi dovezi de necontestat ale vieții pe Pământ datează cu cel puțin 3,5 miliarde de ani în urmă.
Există dovezi că viața a început mult mai devreme.
În 2017, microorganisme fosilizate, sau microfosile, au fost descoperite în fisurile hidrotermale din Nuvvuagittuq Centura din Quebec, Canada, care pot fi la fel de vechi ca 4,28 miliarde de ani, așadar cea mai veche dovadă a existenții vieții pe Pământ, sugerând "o aproape instantanee apariție a vieții", după formarea oceanelor acum 4.41 miliarde de ani în urmă, și nu mult timp după formarea Pământului cu 4.54 miliarde de ani în urmă.

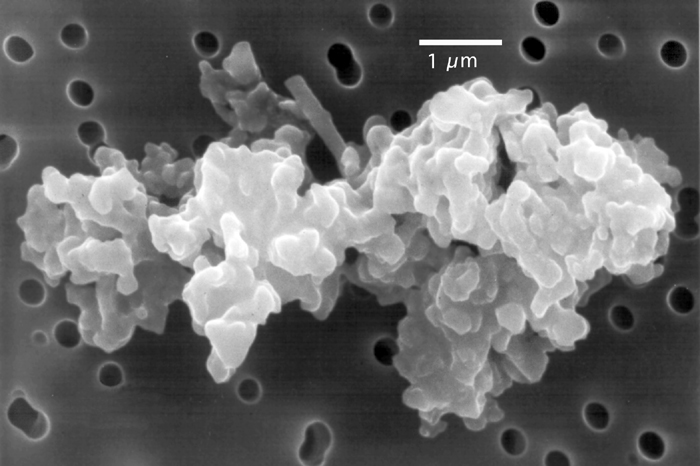
Studiile sugerează că viața pe Pământ ar fi putut proveni de la materia biologică purtată de praful cosmic sau meteoriți.

"Urme de viață" au fost găsite în rocile din Australia de Vest, care datează de acum 4.1 miliarde de ani.
Dovezi ale grafitului biologic, și, eventual, stromatolite, au fost găsite în rocile sedimentare din sud-vestul Groenlandei.
În luna Mai 2017, dovezi ale vieții pe pământ ar fi fost găsite într-o adunare de sedimente care este adesea găsită în apropierea izvoarelor termale și gheizerelor, și alte depozite de minerale legate, descoperite în Pilbara Craton din Australia de Vest. Acest lucru completează publicarea din Noiembrie 2013 în urma descoperirii a unui "preș" de microbi rezultat în urma activității acestora din vestul Australiei vechi de 3.48 miliarde de ani.
În Noiembrie 2017, un studiu realizat de Universitatea din Edinburgh, a sugerat că viața pe Pământ își poate avea originea de la particulele biologice aduse de praful cosmic.
În Decembrie 2017, un raport științific a declarat că rocile vechi de 3.465 miliarde de ani din Australia, Pilbara Craton, ar fi conținut  cândva microorganisme, cele mai vechi dovezi de existență a vieții pe Pământ.
În Ianuarie 2018, un studiu a constatat că meteoriții vechi de 4.5 miliarde de ani care au fost găsiți pe Pământ conțineau apă sub formă lichidă și substanțe organice complexe care au putut fi ingredientele pentru viață.
Potrivit biologului Stephen Blair Hedges, "Dacă viața a apărut relativ repede pe Pământ, atunci acesta ar putea fi comună în univers."

## Galerie

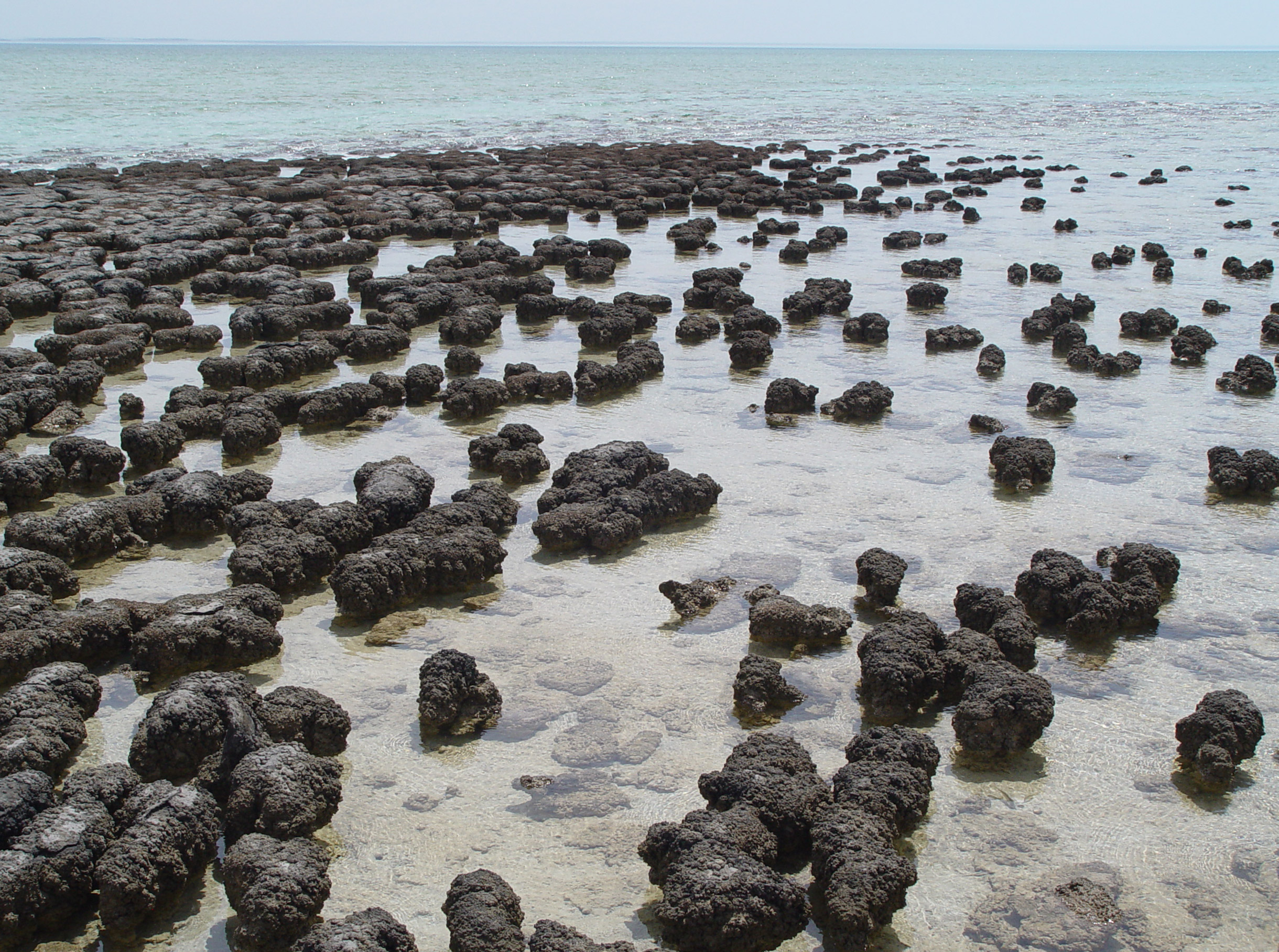
Stromatolitele sunt făcute de către microbi care se deplasează în sus pentru a evita să fie "sufocați" de sedimente.
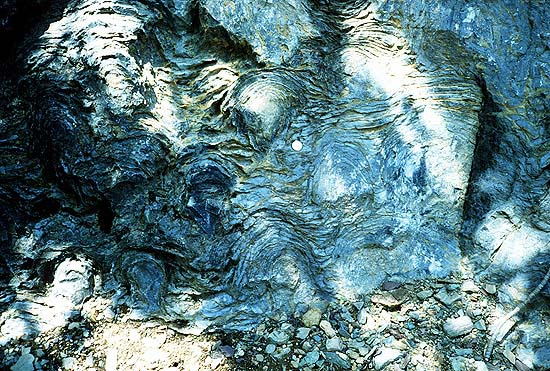
Stromatolitele lăsate în urmă de către cianobacterii sunt una dintre cele mai vechi fosile de viață de pe Pământ.
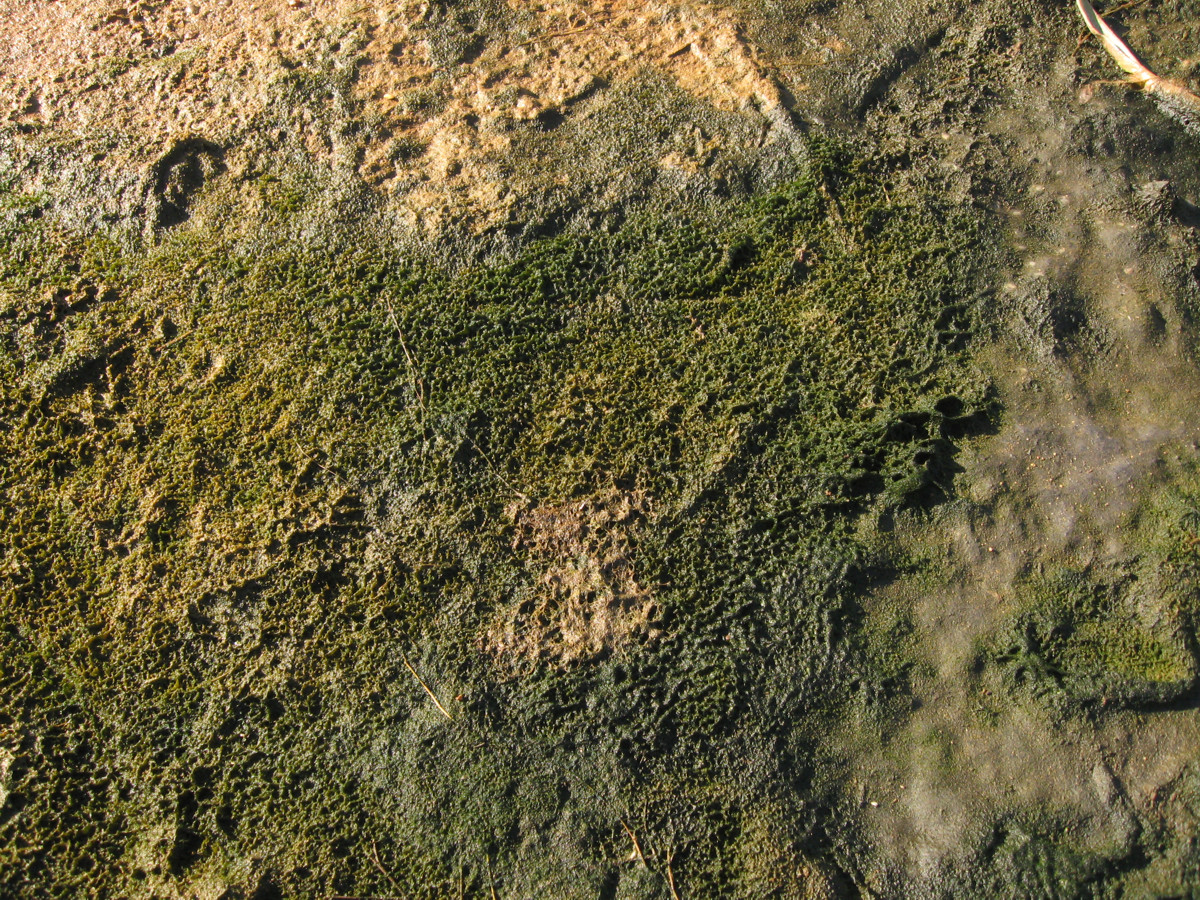
Cianobacteriene-alge pe un lac sărat de pe Marea Albă de pe litoral.
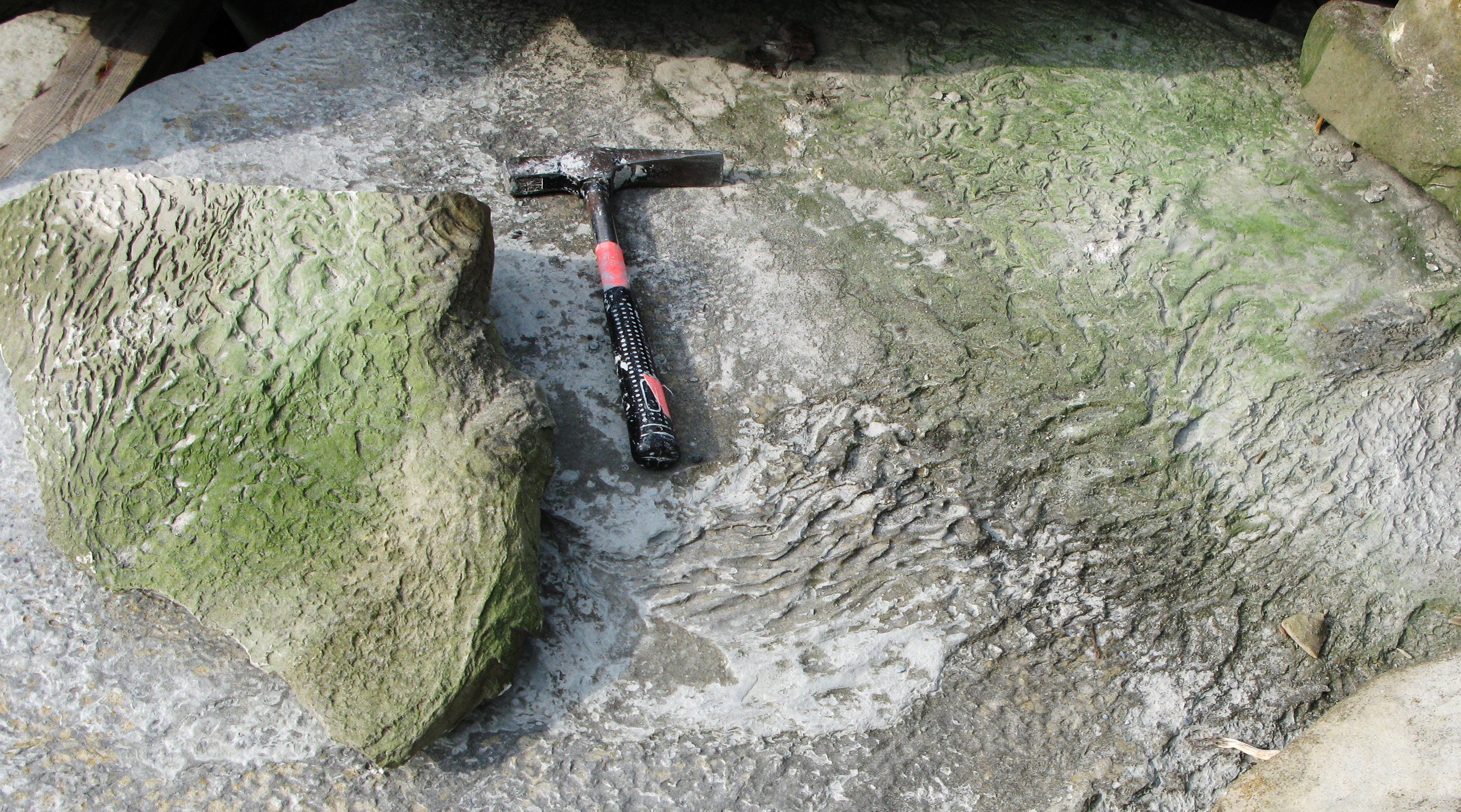
Un tip încrețit de structuri sedimentare formate  de către microorganisme.

## Legături externe
- Biota (Taxonomicon)
- Viața (Systema Naturae 2000)
- Vitae (BioLib)